# Léo Lagrange
Léon Lagrange (* 28. November 1900 in Bourg-sur-Gironde; † 9. Juni 1940 in Évergnicourt) war ein französischer Sozialist, Ministerialdirektor für Sport und Freizeit unter der Front populaire. In seiner Jugend war er Mitglied der Éclaireurs de France, er gründete die Section française de l’Internationale ouvrière (SFIO) nach dem Bruch von Tours im Jahr 1920 und wurde Redakteur der Zeitung Le Populaire, das Organ der SFIO. 1932 wurde er als Abgeordneter der Wahlliste Cartel des gauches gewählt und bekam in der Regierung Blum den Posten eines Sous-Sécretaire d'État. Er unterstützte die Abhaltung der Volksolympiade in Barcelona, die als Gegenveranstaltung zu den Olympischen Sommerspielen 1936 in Berlin organisiert worden war, um so der nationalsozialistischen Propaganda zu entgehen.

## Biografie

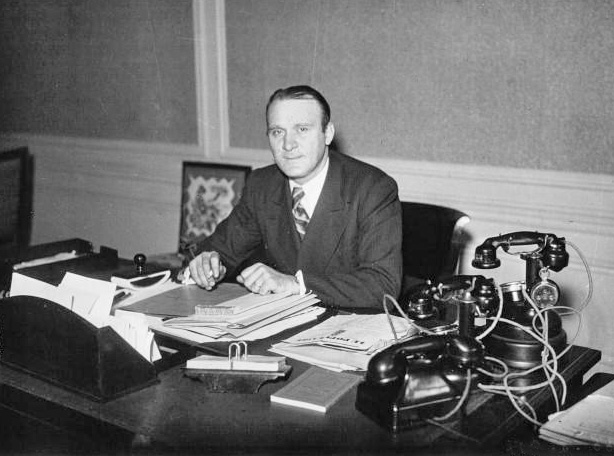
Léo Lagrange, Minister für Freizeit (1936)

Als Jugendlicher war er bei den Éclaireurs de France, einer Pfadfinderbewegung, die damals noch konfessionsneutral war; es gibt sie heute unter dem Namen Éclaireuses Éclaireurs De France: «Le Mouvement Laïque du Scoutisme Français». Nach Abschluss der Schule (Lycée Henri IV) meldete er sich zur Armee, obwohl er noch nicht 18 Jahre alt war. Nach der Militärzeit schrieb er sich bei der Rechtsfakultät und dem Institut d’études politiques ein. Am Vorabend des Kongresses von Tours (Dezember 1920) trat er der SFIO bei, die von Paul Faure, Jean Longuet und Léon Blum geführt wurde, und schloss sich der Gruppe der sozialistischen Studenten an.
Nachdem er Rechtsanwalt geworden war, ließ er sich 1922 in die Anwaltskammer beim Pariser Gericht eintragen. Er war von den Kriegsfolgen so schockiert, dass er sich vor allem für die Tuberkulose- und Lungenkranken sowie die durch den Einsatz von Giftgas Geschädigten einsetzte.
1925 heiratete er Madeleine Weiller (1900–1992). Im folgenden Jahr traf er mit André Malraux, Clara Goldschmidt/Malraux und Jean Prévost zusammen. Lagrange nahm an Diskussionen unter Intellektuellen in den 1930er Jahren ein; daran beteiligten sich zahlreiche Schriftsteller, Historiker, Künstler und Wissenschaftler. Nachdem er Redakteur bei der Zeitung Le Populaire, dem Organ der SFIO, geworden war, kommentierte er vor allem die aktuelle Rechtssituation.
Er kandidierte 1928 erfolglos im 11. Arrondissement (Paris) an, die er aber verlor. Bei den Wahlen im Mai 1932 war er der sozialistische Kandidat für den Wahlbezirk Avesnes-sur-Helpe (Nord). In seinen Wahlveranstaltungen betonte er vor allem, dass die Arbeiterklasse unterrichtet und organisiert sein müsse, wenn sie eines Tages regieren will. Als er dann gewählt worden war, wurde er Ministerialdirektor (französisch: sous-secrétaire d'État) für Sport und Freizeitgestaltung unter dem Minister für öffentliche Gesundheit, Henri Sellier, in der Regierung der Front populaire von 1936. Es war das erste Mal, dass ein solches Ministerium eingerichtet wurde, um für die Einhaltung von bezahltem Urlaub und der Freizeit für die Arbeiter einzutreten; darin sah Lagrange in der Gefolgschaft von Albert Thomas eine Bedingung für die Menschenwürde. Er umgab sich vor allem mit Leuten, die Erfahrung im Ersten Weltkrieg gesammelt hatten und die sich für die Einheit der SFIO und der Kommunistischen Partei einsetzten (Lagrange war Parteigänger der Strömung, die man die sozialistische Schlacht nannte.).
Seine Mission richtet sich also an die ganze Gesellschaft und nicht nur an die Jugend. Gleichwohl stützte er sich auf sie, ohne sie vereinnahmen zu wollen, denn sie begründet die Zukunft einer Gesellschaft.
Er setzte sich dafür ein, die sportliche, touristische und kulturelle Freizeitgestaltung zu entwickeln. Er erfand einen 31 Tage gültigen Ausweis, der 40 % Nachlass auf Bahnreisen gewährte (billet populaire de congés annuels); dieser machte es Geringverdienern und Armen leichter, mit dem Zug in den Jahresurlaub zu fahren. Es gab zum ersten Mal Fahrten mit Spezialzügen in die Schneeferien und reduzierte Preise bei den Bergbahnen; auch Kreuzfahrten wurden organisiert.
Lagrange gab auch den Anstoß für ein Jugendherbergswerk.
Lagrange kümmerte sich auch um die Volksolympiade, die als Alternative zu den Olympischen Sommerspielen 1936 in Berlin abgehalten werden sollte. Sie war für Barcelona vorgesehen, doch die offiziellen Prüfungen für die Qualifikation fanden am 4. Juli 1936 im Stade Pershing in Paris statt. Lagrange führte den Vorsitz bei dieser Veranstaltung. 1200 französische Athleten schrieben sich durch ihren Club oder persönlich für diese antifaschistische Olympiade ein. Am 9. Juli stimmten jedoch alle Rechtsparteien für die Teilnahme an den Spielen in Berlin, während sich die Linksparteien (einschließlich der PCF) der Stimme enthielten – mit Ausnahme von Pierre Mendès France. Trotzdem begaben sich französische Sportler nach Barcelona, wo die Olympiade am 18. Juli 1936 nach dem Staatsstreich (Pronunciamiento) Francos abgebrochen wurde.
Nachdem er den Posten des Ministerialdirektors verlassen hatte, wurde er Präsident des laizistischen Komitees der Jugendherbergen. Nach der Kriegserklärung von 1939 – zu jener Zeit war er noch Parlamentarier – meldete er sich freiwillig zum Militär. Am 9. Juni 1940 war er in der Nähe von Évergnicourt eingesetzt; die Wehrmacht hatte die Schlacht an der Aisne fast gewonnen. Er starb durch die Explosion einer deutschen Granate.
Seine Witwe wurde eine militante Sozialistin und Abgeordnete der Verfassunggebenden Versammlung von 1945.

« Il est mort dans le courage, dans la recherche de la vérité et dans la dignité. C'était un homme que nous aimions. »

„Er starb in mutiger Haltung, auf der Suche nach der Wahrheit und in Würde. Es war ein Mann, den wir liebten.“

## Massensport, Profisport
Hier einige Zitate von Léo Lagrange zu diesen Themen:
- Im Sport sollten wir zwischen zwei Konzeptionen wählen:

– Es gibt den Sport als Zuschauersport und begrenzter Teilnahme für eine kleine Zahl von Privilegierten.
– Als zweite Konzeption sollte der Massensport unterstützt werden, wobei die Freude am Zuschauen und am Siegen nicht vernachlässigt werden soll.
Wir wollen, dass alle (Arbeiter, Bauern, Arbeitslose) in der Freizeitbetätigung Lebensfreude und den Sinn für ihre Würde finden.
(Léo Lagrange in einer Rede am 10. Juni 1936)
- Es ist unser einfaches und humanitäres Ziel, den französischen Jugendlichen die Möglichkeit zu schaffen, in der Ausübung des Sports Freude und Gesundheit sowie durch die Möglichkeit der Freizeitgestaltungen Ausgleich und Erholung vom Arbeitsalltag zu finden.

(Léo Lagrange, Ministerialdirektor für Sport und Freizeitgestaltung)
- Unsere Anstrengung ist weniger darauf gerichtet, Sieger zu schaffen und 22 Aktive den 40 000 oder 100 000 Zuschauern in den Stadien vorzuführen, als vielmehr die Jugend unseres Landes dazu zu bringen, selbst regelmäßig auf den Sportplatz oder ins Schwimmbad zu gehen.

(Léo Lagrange, während der Haushaltsdebatte 1937, zitiert nach J. P. Callède)
- Es ist eine moralische Pflicht, auf dem Gebiet des Sportes die gleichen Anstrengungen zu unternehmen, wie auf jedem anderen Gebiet. Ich habe mit großem Interesse die Ausführungen von M. Temple gehört, der die bedauernswerte Gefahren in der Entwicklung des professionellen Sports genannt hat. Aber leider ist es schwer, das richtige Maß zu finden, wenn eine menschliche Tätigkeit, die von Natur ungezielt ist, zum Profitstreben gemacht wird.

Ich glaube, dass die Moral des Sports ab dem Zeitpunkt stark beschädigt wurde, wo man zugelassen hat, dass die Spiele in den Stadien Profit abwerfen können.
Daher werde ich mich vehement gegen die Entwicklung des professionellen Sports in unserem Land wenden, ungeachtet der oft starken Kritik an meinen Handlungen. Ich fühle mich dem Parlament gegenüber in der Verantwortung, den Interessen aller französischen Jugendlichen zu dienen und nicht neue zirzensische Spiele zu schaffen.
(Léo Lagrange, Ministerialdirektor im Ministerium für Sport erklärt am 3. Dezember 1937 seine Politik und die der Front Nationale vor der Abgeordnetenkammer)

## Nachträgliche Ehrungen
- Die ersten Clubs Léo Lagrange (später wurden sie zur Fédération Léo Lagrange) wurden 1950 von Pierre Mauroy gegründet, dem damaligen Sekretär der Jeunes Socialistes.
- Eine Station in Villejuif der Linie 7 der Pariser Métro trägt seinen Namen.
- Viele Stadien und Sporthallen tragen seinen Namen. (Stade du Ray, Stadien in den Städten Nizza, Besançon, Cachan u. a.)
- In Nantes und Toulouse sind olympische Schwimmstätten nach ihm benannt.
- Ein Park in Reims trägt seinen Namen.
- Eine Straße in Saint-Denis (Réunion) trägt seinen Namen.
- In Châteauneuf-les-Martigues wurde ein Festsaal nach ihm benannt.
- Er wurde in Bourg-sur-Gironde begraben, wo auch das Stadion seinen Namen trägt.
- Der Offiziersjahrgang der Artillerieschule von Draguignan, der End März 1983 den Abschluss schaffte, wurde auf den Namen Léo Lagrange getauft.
- Léo Lagrange wurde nachträglich noch mit dem Kriegskreuz 1939 geehrt, denn er fiel ja in der Schlacht von 1940.